# Smokovik (Hvar)
Vojna promatračnica Smokovik nalazi se u gradu Hvaru, na adresi ul. Smokovnik 1.

## Opis
Vojna promatračnica Smokovik kao obrambena građevina dio je obrambenog sustava utvrđenja iz 19. stoljeća kojima je sustavno branjen srednjojadranski akvatorij. Promatračnica je izgrađena na uzvisini poluotoka Sv. Pelegrina, južno od uvale Vira, a sjeverno od grada Hvara. Svojim položajem nadzirala je važne pomorske putove sjeverno i južno od otoka Hvara. Sagradila ju je austrijska uprava 1833. godine kao prizemnu građevinu pravokutnoga tlocrta, s proširenim krilima na istoku i zapadu (približnih dimenzija 27 x 10 metara). Promatračnica je povezana s tvrđavom Forticom dobrom cestom sagrađenom još u 19. stoljeću. Sredinom 19. stoljeća vojna posada napušta promatračnicu, a 1891. godine država je prodaje u privatno vlasništvo.

## Zaštita
Pod oznakom Z-6471 zavedena je pod vrstom "nepokretno kulturno dobro - pojedinačno", pravna statusa zaštićena kulturnog dobra, klasificirano kao "vojne i obrambene građevine".